# MP35
 (mars 2025).
 (juillet 2023).
Le MP35 ( Maschinenpistole 35, 'Machine Pistol 35') était un pistolet-mitrailleur qui a été utilisé par l'Allemagne pour équiper les troupes de la Wehrmacht, la Waffen-SS et la police allemande avant et pendant la Seconde Guerre mondiale. Il a été développé au début des années 1930 par Emil Bergmann (fils de Theodor Bergmann ) et fabriqué à la société Bergmann à Suhl (qui a également construit l'un des premiers pistolets mitrailleurs et son prédécesseur, le MP 18 ).

## Histoire
Le précurseur du MP35 était le MP32, produit par la société danoise Schultz &amp; Larsen (sous licence de la société Bergmann) et était chambré pour des munitions Bergmann 9 × 23 mm. La conception du BMP32 a ensuite été mise à jour par l'usine Bergmann elle-même en 1934. Le pistolet mitrailleur Bergmann MP34 est apparu avec des améliorations (à ne pas confondre avec les différents Steyr MP34 ). Les capacités de fabrication limitées de l'usine de Bergmann ont nécessité le transfert d'une partie de la production vers l'usine de Zella-Mehlis de Carl Walther . Cette société allemande a produit quelque 2 000 BMP34 pour l'exportation sur les différents marchés et les ventes intérieures.
Plusieurs variantes du BMP34 ont été fabriquées, avec un canon standard de 200 mm ou 320 mm. Au cours de 1935, une version simplifiée du BMP34 désignée sous le nom de Bergmann MP35/I est apparue, chambrant la cartouche de 9x19 parabellum. Les premières commandes de production de MP35 ont également été passées chez Walther, qui a fabriqué environ 5 000 pistolet-mitrailleurs entre 1936 et 1940.
Avec le déclenchement de la Seconde Guerre mondiale, la production est de nouveau transféré de Walter à Junker & Ruh (code de fabrication « ajf ») pour fabriquer les MP35 (ce qu'elle a fait jusqu'en 1944). Pendant la guerre, environ 40 000 mitraillettes Bergmann ont été produites par Junker, et elle on presque toutes ont été fournies exclusivement à la Waffen-SS.

## Fonctionnement
Le MP35 était un SMG équipé d'un tir sélectif actionné le recul généré par la munition qui tirait à partir d'un culasse ouverte. L'arme comportait un levier d'armement non alternative placé à l'arrière du récepteur, qui rappelais dans un certain sens, le verrou d'un fusil Mauser. Cela impliquait que le porteur d'armes tire manuellement la poignée vers le haut, tire vers l'arrière, pousse vers l'avant et verrouille vers le bas. Lorsque l'arme a tirée, la poignée d'armement est reste immobile.
Sur le BMP32, l'arme comportait une sécurité à l'arrière du verrou (encore une fois à un endroit similaire au fusil Mauser). Sur les BMP34 et MP35, la sécurité a été déplacée sur le côté gauche du récepteur. Le tireur pouvait sélectionner le mode de tir en appliquant une pression différente sur la gâchette - une courte traction tirait des coups simples; une longue traction a entraîné un tir automatique. L'alimentation provenait du côté droit du pistolet et, pour une raison mystérieuse, éjecté les douille vide vers la gauche.
Contrairement à de nombreux autres SMG de l'époque, le chargeur du MP35 était inséré par le côté droit de l'arme (sur d'autre arme à chargeur latéral, le chargeur été généralement positionné sur le côté gauche. Les premières versions utilisaient des chargeurs propriétaires, le BMP35 utilisait des chargeurs compatibles avec le Schmeisser MP28. Le canon était enfermé dans une chemise tubulaire avec des fentes de refroidissement et un frein de bouche / compensateur à l'avant.

## Utilisateurs
- Belgium - Adopted by the Belgian Army as the Mitraillette 34.
- Bolivia.
- Brazil - MP35 adopted by Bahia police; in 1938 one was borrowed by the Alagoas police and used in the raid that killed Lampião[2].
- Denmark - Known as the MP32 when adopted by the Danish Army in caliber 9×23mm Bergmann.
- Empire d'Ethiopie.
- Modèle:Country data Kingdom of Hungary.
- Italian Partisans - Ont utilisé des MP35 récupérés auprès de soldats allemands capturés[3].
- Nazi Germany - Adopted by the Waffen-SS[4].
- Modèle:Country data Francoist Spain.
- Sweden - dénommé M39.
- Modèle:Country data Kingdom of Yugoslavia Yugoslavia - les Partisans et les Chetniks utilisaient des MP35 récupérés auprès de soldats allemand capturés[5].